# 1983 في الأردن
فيما يلي قوائم الأحداث التي وقعت خلال عام 1983 في الأردن.